# Gayville
Gayville és una població dels Estats Units a l'estat de Dakota del Sud. Segons el cens del 2000 tenia 418 habitants.

## Demografia
Segons el cens del 2000, Gayville tenia 418 habitants, 169 habitatges, i 111 famílies. La densitat de població era de 849,4 habitants per km².
Dels 169 habitatges en un 33,1% hi vivien nens de menys de 18 anys, en un 56,2% hi vivien parelles casades, en un 7,1% dones solteres, i en un 34,3% no eren unitats familiars. En el 30,2% dels habitatges hi vivien persones soles el 16% de les quals corresponia a persones de 65 anys o més que vivien soles. El nombre mitjà de persones vivint en cada habitatge era de 2,47 i el nombre mitjà de persones que vivien en cada família era de 3,11.
Per edats la població es repartia de la següent manera: un 29,2% tenia menys de 18 anys, un 5,7% entre 18 i 24, un 28,9% entre 25 i 44, un 20,3% de 45 a 60 i un 15,8% 65 anys o més.
L'edat mediana era de 36 anys. Per cada 100 dones de 18 o més anys hi havia 78,3 homes.
La renda mediana per habitatge era de 35.000 $ i la renda mediana per família de 45.682 $. Els homes tenien una renda mediana de 27.344 $ mentre que les dones 19.167 $. La renda per capita de la població era de 13.535 $. Entorn del 6,7% de les famílies i el 9,4% de la població estaven per davall del llindar de pobresa.

## Poblacions més properes
El següent diagrama mostra les poblacions més properes.